# اتحاد الغرف التجارية الصناعية الزراعية الفلسطينية
اتحاد الغرف التجارية الصناعية والزراعية الفلسطينية هو اتحاد فلسطيني تأسس عام 1989 في مدينة القدس بمبادرة من كافة الغرف الفلسطينية القائمة في ذلك التاريخ في الضفة الغربية وقطاع غزة، ويشكل الاتحاد المظلة الرئيسية لـ 18 غرفة (13 غرفة في الضفة الغربية، 5 غرف في قطاع غزة )، وقد بلغ عدد الأعضاء المسجلين في الغرف في نهاية العام 2009 حوالي 50000 عضواً يمثلون مختلف الأنشطة والشرائح الاقتصادية من التجارة والصناعة والزراعة والخدمات والتعهدات والحرف.

## مجلس الاتحاد
يتألف مجلس الاتحاد من مجموع رؤساء مجالس الغرف التجارية كاملة (18 عضوًا) حيث يكون رئيس كل غرفة عضوا في مجلس الاتحاد، وحسب القانون فإن رئيس الاتحاد هو رئيس غرفة القدس (رئيس غرفة العاصمة).

## الغرف التجارية في فلسطين
قائمة الغرف التجارية الصناعية الزراعية في دولة فلسطين:
| الترتيب | اسم الغرفة       | سنة التأسيس |
| ------- | ---------------- | ----------- |
| 1       | القدس            | 1936        |
| 2       | نابلس            | 1943        |
| 3       | طولكرم           | 1945        |
| 4       | رام الله والبيرة | 1950        |
| 5       | بيت لحم          | 1952        |
| 6       | جنين             | 1953        |
| 7       | أريحا            | 1953        |
| 8       | الخليل           | 1954        |
| 9       | غزة              | 1954        |
| 10      | قلقيلية          | 1973        |
| 11      | سلفيت            | 1997        |
| 12      | طوباس            | 1999        |
| 13      | جنوب الخليل      | 2000        |
| 14      | شمال الخليل      | 2006        |
| 15      | شمال غزة         | 2006        |
| 16      | دير البلح        | 2006        |
| 17      | خان يونس         | 2006        |
| 18      | رفح              | 2006        |

## رؤية الاتحاد
تتمثل الرؤيا المستقبلية للاتحاد في:«الريادة في بناء الاقتصاد الوطني وتنسيق عمل القطاع الخاص».

## رسالة الاتحاد
رسالة الاتحاد هي خدمة وتطوير الغرف التجارية الصناعية الزراعية الفلسطينية وتعزيز مساهمتها في التنمية الاقتصادية والاجتماعية.
الأهداف الإستراتيجية للاتحاد هي:
1. مأسسة عمل الغرف وتطوير قدراتها ومهاراتها وكوادرها البشرية.
2. العمل على خلق بيئة اقتصادية واستثمارية ملائمة.
3. تمثيل الغرف والقطاع الخاص محلياً وإقليميا ودولياً.
4. تعزيز وتوسيع شبكة العلاقات الدولية والعمل على ترويج المنتجات الفلسطينية.
5. لعب دور فاعل في خطة التنمية الفلسطينية القصيرة والمتوسطة والطويلة الأمد وتعزيز دور الاتحاد في التنمية الاقتصادية والاجتماعية.
6. تطوير قاعدة البيانات الاقتصادية عن القطاع الخاص.[4]

## المقر الرئيسي
المقر الرئيسي للاتحاد هو مدينة القدس حيث أغلقت سلطات الاحتلال الإسرائيلي مقر الاتحاد في القدس الشريف في حزيران 2002. ويمارس الاتحاد أعماله في مقره الجديد في رام الله.

## وصلات خارجية
- الموقع الإلكتروني الرسمي لاتحاد الغرف التجارية الصناعية الزراعية الفلسطينية